# Symbol działania
Powszechne używane symbole działań matematycznych, takie jak + i − pojawiły się w matematyce w XV wieku. Po raz pierwszy zaczęto używać ich w handlu. Matematycy przyjęli je od handlarzy, aby tymi znakami zastąpić używane wcześniej litery „p” i „m” dla oznaczenia dodawania i odejmowania. 
W opublikowanej w 1489 roku książce, Jahannes Widman po raz pierwszy używał znaków „+” i „−” do oznaczania działań matematycznych. Widman nie używał jednak tych symboli systematycznie, znaku „+” używał czasem jako symbolu dodawania, a czasem ogólnie w zdaniu zamiast litery „i”. Systematycznie znaków „+” i „−” do oznaczania dodawania i odejmowania zaczęto używać w XVI wieku.
Symbol mnożenia „×” wymyślił angielski matematyk William Oughtred na przełomie XVI i XVII wieku. 
W 1557 roku Robert Recorde wprowadził symbol „=” jako znak równości. 
Szwajcarski matematyk Johann Rahn w roku 1659 jako pierwszy zaczął używać znaku „÷” do oznaczania dzielenia. Uproszczona forma tego znaku to po prostu „:”.
Fibonacci używał do oznaczania pierwiastka symbolu przypominającego literę R. Znak pierwiastka którego dziś używamy pochodzi z XVI wieku. Po raz pierwszy zaczął go używać niemiecki matematyk Christoff Rudolff.